# James Gosling
James Gosling   (Calgary, 19 de maig de 1955) OC,  és un informàtic canadenc, conegut sobretot com el fundador i dissenyador principal del llenguatge de programació Java.
Gosling va ser elegit membre de l'Acadèmia Nacional d'Enginyeria el 2004 per la concepció i el desenvolupament de l'arquitectura del llenguatge de programació Java i per les seves contribucions als sistemes de finestres.

## Biografia
Gosling va néixer a Calgary, Alberta, fill de Joyce Morrison i Dave Gosling. És d'ascendència anglesa, gal·lesa, escocesa i islandesa. Gosling va estudiar a l'institut William Aberhart. Mentre era a l'institut, va escriure part del programari per analitzar dades del satèl·lit ISIS 2, treballant per al departament de física de la Universitat de Calgary. Va obtenir una llicenciatura en ciències de la Universitat de Calgary i el màster i el doctorat de la Universitat Carnegie Mellon, tots en informàtica. Va escriure una versió d'Emacs anomenada Gosling Emacs (Gosmacs) mentre treballava per al seu doctorat. Va construir una versió multiprocessador d'Unix per a un sistema informàtic de 16 vies mentre era a la Universitat Carnegie Mellon, abans d'unir-se a Sun Microsystems.

## Carrera i contribucions
Gosling va treballar a Sun Microsystems entre el 1984 i el 2010 (26 anys). A Sun va inventar un dels primers sistemes de finestres d'Unix anomenat NeWS, que es va convertir en una alternativa menys utilitzada al sistema X Window.
És conegut com el pare del llenguatge de programació Java. Va tenir la idea de la màquina virtual Java mentre escrivia un programa per portar programari des d'un PERQ traduint el codi Q de Perq a l'assemblador VAX i emulant el maquinari. Generalment se li atribueix la invenció del llenguatge de programació Java el 1994. Va crear el disseny original de Java i va implementar el compilador i la màquina virtual originals del llenguatge. Gosling rastreja els orígens d'aquest plantejament fins als seus primers dies d'estudiant de postgrau, quan va crear una màquina virtual de codi p per a l'ordinador DEC VAX del laboratori, de manera que el seu professor pogués executar programes escrits en Pascal de la UCSD. En el treball que va conduir a Java a Sun, va veure que l'execució neutral a l'arquitectura per a programes àmpliament distribuïts es podia aconseguir implementant una filosofia similar: programar sempre per a la mateixa màquina virtual.
Una altra contribució de Gosling va ser coescriure el programa "bundle", conegut com a "shar", una utilitat detallada a fons al llibre de Brian Kernighan i Rob Pike , The Unix Programming Environment.
Va deixar Sun Microsystems el 2 d'abril de 2010, després que fos adquirida per Oracle Corporation, al·legant reduccions de sou, estatus i capacitat de presa de decisions, juntament amb un canvi de rol i reptes ètics. Des de llavors, ha adoptat una postura molt crítica envers Oracle en entrevistes, assenyalant que "durant les reunions d'integració entre Sun i Oracle, on ens interrogaven sobre la situació de les patents entre Sun i Google, vam poder veure els ulls de l'advocat d'Oracle brillar". Va aclarir la seva posició durant el judici Oracle contra Google sobre Android: "Si bé tinc diferències amb Oracle, en aquest cas tenen raó. Google va menysprear completament Sun. Tots estàvem molt molestos, fins i tot Jonathan [Schwartz]: simplement va decidir posar una cara feliç i va intentar convertir les llimones en llimonada, cosa que va molestar a molta gent de Sun". No obstant això, va aprovar la sentència del tribunal que les API no haurien de ser protegides per drets d'autor.
El març de 2011, Gosling es va incorporar a Google. Sis mesos més tard, va seguir l'exemple del seu col·lega Bill Vass i es va unir a una startup anomenada Liquid Robotics.  A finals del 2016, Boeing va adquirir Liquid Robotics. Després de l'adquisició, Gosling va deixar Liquid Robotics per treballar a Amazon Web Services com a enginyer distingit el maig de 2017. Es va jubilar el juliol de 2024.
És assessor a l'empresa Lightbend de Scala, director independent a Jelastic, i assessor estratègic d'Eucalyptus, i membre del consell d'administració de DIRTT Environmental Solutions.

## Premis
Pel seu assoliment, l'Acadèmia Nacional d'Enginyeria dels Estats Units el va elegir com a membre associat estranger.
- 2002: guardonat amb el Premi a la Innovació de The Economist.[29]
- 2002: guardonat amb The Flame Award, Premi USENIX per la seva trajectòria.[30]
- 2007: nomenat Oficial de l'Ordre del Canadà.[31] L'Ordre és el segon honor civil més important del Canadà. Els oficials són el segon grau més alt dins de l'Ordre.
- 2013: es va convertir en membre de l'Associació de Maquinària Informàtica.[32]
- 2015: guardonat amb IEEE John von Neumann Medal.[33]
- 2019: nomenat becari del Museu d'Història de la Computació per la concepció, el disseny i la implementació del llenguatge de programació Java.[34]

## Llibres
- Ken Arnold, James Gosling, David Holmes, El llenguatge de programació Java, quarta edició, Addison-Wesley Professional, 2005.ISBN 0-321-34980-6
- James Gosling, Bill Joy, Guy L. Steele Jr., Gilad Bracha, L'especificació del llenguatge Java, tercera edició, Addison-Wesley Professional, 2005.ISBN 0-321-24678-0
- Ken Arnold, James Gosling, David Holmes, El llenguatge de programació Java, tercera edició, Addison-Wesley Professional, 2000.ISBN 0-201-70433-1
- James Gosling, Bill Joy, Guy L. Steele Jr., Gilad Bracha, L'especificació del llenguatge Java, segona edició, Addison-Wesley, 2000.ISBN 0-201-31008-2
- Gregory Bollella (editor), Benjamin Brosgol, James Gosling, Peter Dibble, Steve Furr, David Hardin, Mark Turnbull, L'especificació en temps real per a Java, Addison Wesley Longman, 2000.ISBN 0-201-70323-8
- Ken Arnold, James Gosling, El llenguatge de programació Java, segona edició, Addison-Wesley, 1997.ISBN 0-201-31006-6
- Ken Arnold, James Gosling, El llenguatge de programació Java, Addison-Wesley, 1996.ISBN 0-201-63455-4
- James Gosling, Bill Joy, Guy L. Steele Jr., L'especificació del llenguatge Java, Addison Wesley Publishing Company, 1996.ISBN 0-201-63451-1
- James Gosling, Frank Yellin, L'equip Java, La interfície de programació d'aplicacions Java, volum 2: Kit d'eines i miniaplicacions de finestres, Addison-Wesley, 1996.ISBN 0-201-63459-7
- James Gosling, Frank Yellin, L'equip Java, La interfície de programació d'aplicacions Java, volum 1: Paquets bàsics, Addison-Wesley, 1996.ISBN 0-201-63453-8
- James Gosling, Henry McGilton, L'entorn del llenguatge Java: un document tècnic, Sun Microsystems, 1996.[35]
- James Gosling, David SH Rosenthal, Michelle J. Arden, El llibre NeWS: Una introducció al sistema de finestres extensibles/de xarxa (Biblioteca de referència tècnica de Sun), Springer, 1989.ISBN 0-387-96915-2